# Gyrtona semicarbonalis
Gyrtona semicarbonalis là một loài bướm đêm trong họ Noctuidae.